# Bence Zakics
Bence Zakics (* 8. Januar 1994 in Veszprém) ist ein ungarischer Handballspieler. Er spielt auf der Position des Kreisläufers oder linken Flügelspielers und gehört der Ungarischen Beachhandball-Nationalmannschaft der Männer an, wo er auf der rechten oder linken Abwehrseite eingesetzt wird.

## Hallenhandball
Bence Zakics begann in der Saison 2008/09 als Jugendspieler bei KC Veszprém. 2015 wechselte er zu Dabas KK, seit 2020 spielt er für Ceglédi KKSE. In der Saison 2010/11 debütierte er in der dritten, ein Jahr später in der zweiten und 2013/14 in der ersten ungarischen Liga. Bis zum Ende der Saison 2019/20 bestritt er 72 Spiele in der ersten, 116 Spiele in der zweiten und zwei Spiele in der dritten Liga sowie 14 Pokal- und 25 Ligapokal-Spiele. 2014 wurde er mit dem KC Veszprém ungarischer Meister.

## Beachhandball
Zakics begann seine erfolgreiche internationale Beachhandball-Karriere als Spieler der ungarischen U-Mannschaften. Bei den U-18-Europameisterschaften 2012 in Batumi gewann er mit der Jugend-Nationalmannschaft die Bronzemedaille. Ein Jahr später gewann er mit der Junioren-Nationalmannschaft in Randers, Dänemark, den Titel.
In die Europameisterschaften 2017 am Jarun-See in Zagreb gelang Zakics bei seiner ersten Meisterschaft mit der A-Nationalmannschaft ein überaus gelungener Start mit sieben Siegen in den ersten sieben Spielen. Erst das letzte Hauptrundenspiel gegen Kroatien ging verloren. Nach einem Sieg über Dänemark im Viertelfinale wurde erneut das Halbfinale gegen Spanien und anschließend das Spiel um Rang drei gegen Kroatien verloren. In elf Spielen erzielte er 18 Punkte. Auch bei den World Games wenig später platzierten sie die ungarischen Männer auf dem vierten Rang.

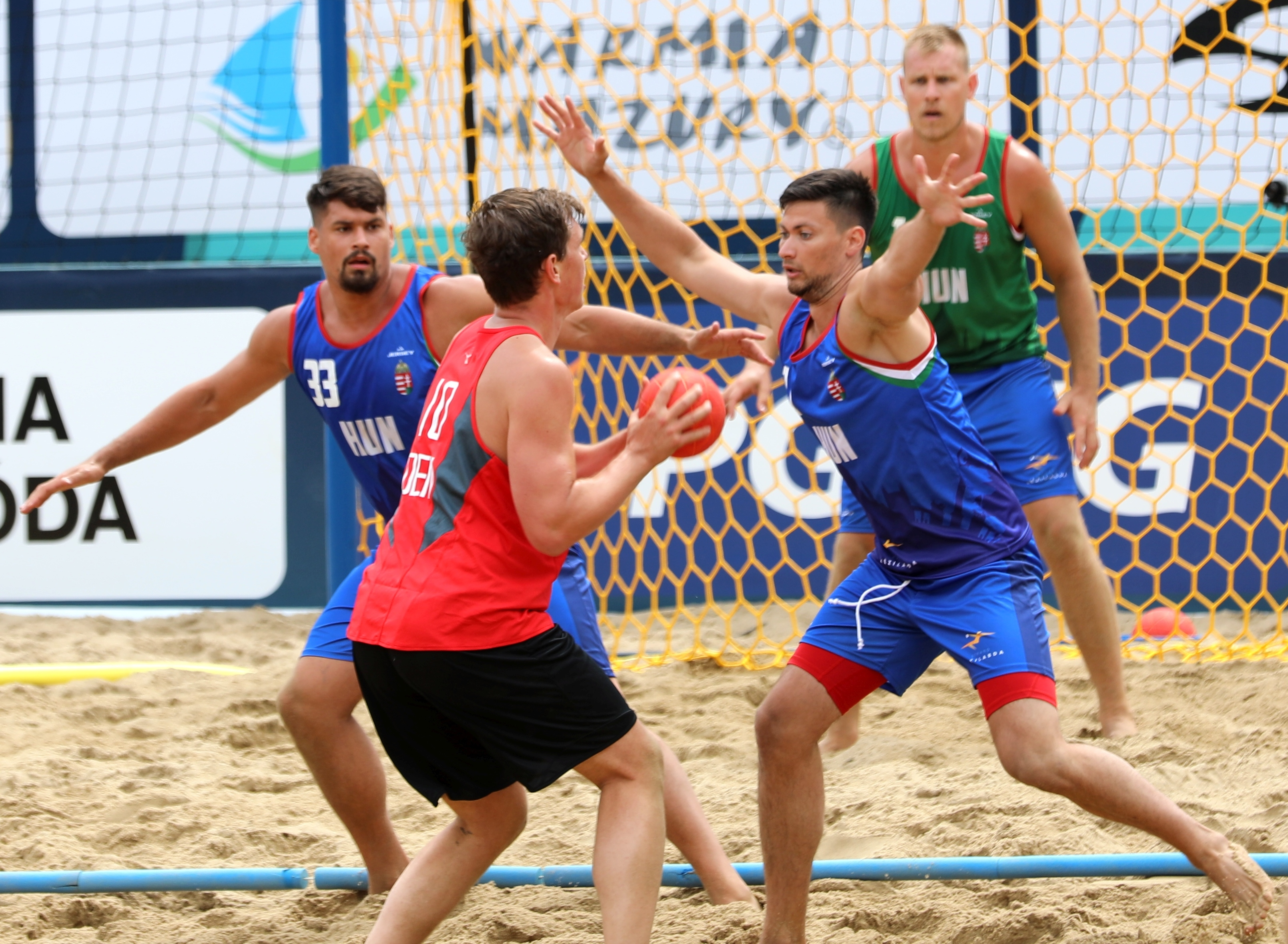
Zakics (rechts) verteidigt gemeinsam mit Bence Priczel gegen Joachim Trend Hansen im Halbfinale der Euro 2019; im Tor Norbert Vitáris

Die Weltmeisterschaften 2018 wurde zu Zakics größtem internationalem Erfolg bis dahin. Nach zwei Siegen gegen Neuseeland und Vietnam wurde erst das letzte Spiel der Vorrundengruppe gegen Spanien verloren, damit zog Ungarn als Gruppenzweiter in die Hauptrunde ein. Dort wurde zunächst Uruguay im Shootout besiegt. Nach einer Niederlage gegen Kroatien wurde im letzten Spiel der Gruppenphase der Iran im Shootout geschlagen. Somit zog Ungarn als Dritter der Gruppe in das Viertelfinale, in dem Russland geschlagen wurde. Nach einer erneuten Niederlage im Halbfinale gegen Kroatien konnte Zakics mit Ungarn das Kleine Finale gegen Schweden klar gewinnen und die Bronzemedaille erringen. Den entscheidenden und finalen letzten Punkte des Spiels erzielte Zakics bei einem Tempo-Gegenstoß.
Auch die Europameisterschaften 2019 in Stare Jabłonki, Polen, verliefen erfolgreich. Nach sechs Siegen in der Vor- und Hauptrunde verlor Ungarn erneut erst das letzte der Hauptrundenspiele, erneut gegen Kroatien. Im Achtelfinale wurde Deutschland im Shootout besiegt. Wie bei den beiden Europameisterschaften zuvor wurde wieder im Halbfinale verloren, dieses Mal gegen Dänemark. Das Spiel um den dritten Rang gegen Russland konnte Zakics mit Ungarn mit 2:0 gewinnen.
National gewann Zakics auf Vereinsebene mit Hír-Sat BHC von 2015 bis 2019 fünf Mal in Folge den Titel bei den ungarischen Meisterschaften, 2017 bis 2019 jeweils den ungarischen Pokalwettbewerb. International konnte er mit seinem Verein mehrfach am EHF Beach Handball Champions Cup teilnehmen. 2015 wurde er Elfter, 2016 Dritter und 2017 Vierter.

## Erfolge

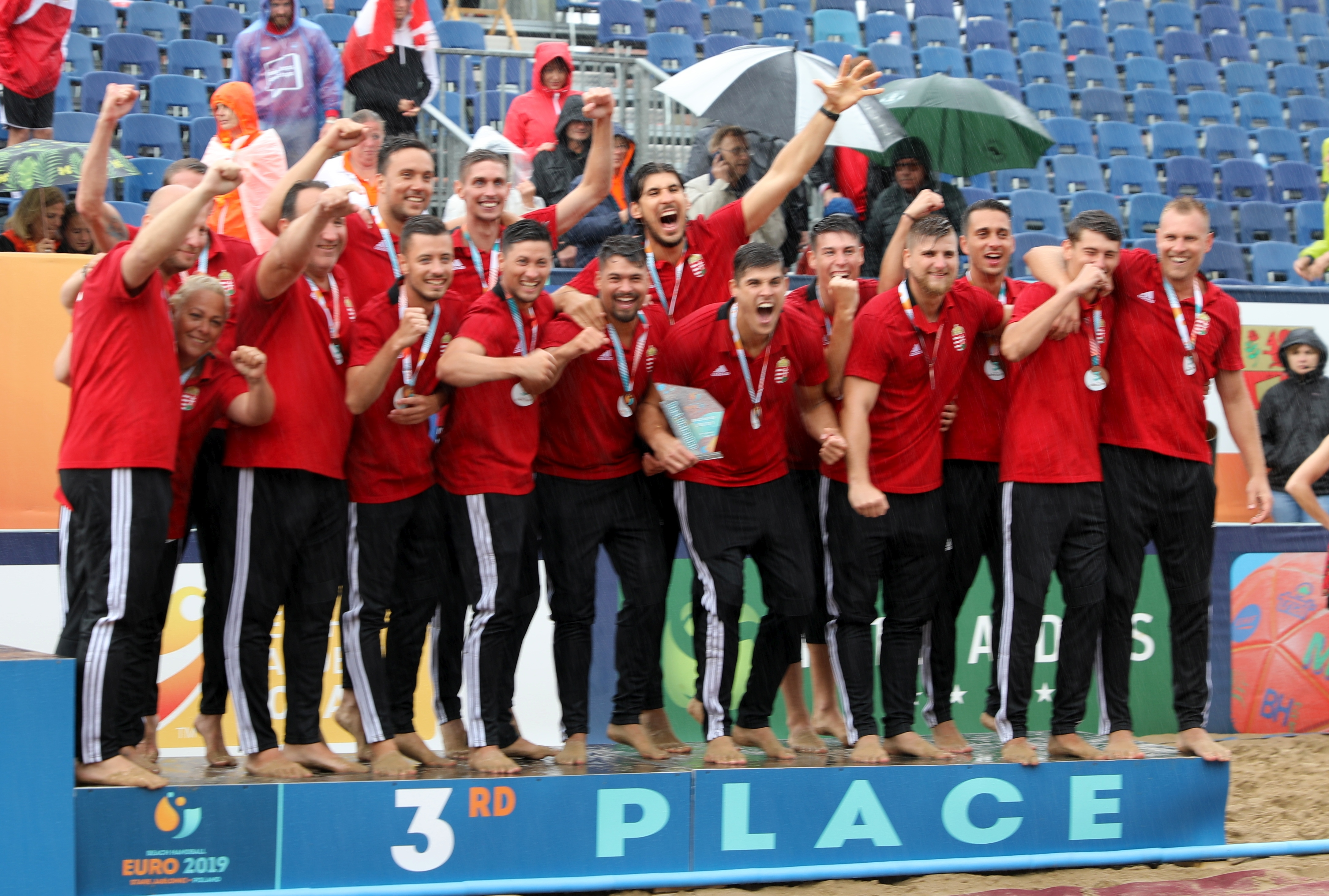
Die ungarischen Mannschaft bei der Siegerehrung der Europameisterschaften 2019

| World Games - 2017: 4. Beachhandball-Weltmeisterschaften - 2014: Beachhandball-Europameisterschaften - 2017: 4. - 2019: Beachhandball-Jugend-/Junioreneuropameisterschaften - 2012: - 2013: EHF Beach Handball Champions Cup - 2016: | Ungarische Handball-Meisterschaften - 2014: Ungarische Beachhandball-Meisterschaften - 2015: - 2016: - 2017: - 2018: - 2019: Ungarischer Beachhandball-Pokal - 2017: - 2018: - 2019: |

## Einzelbelege
1. ↑  European Handball Federation - 2012 Men's ECh Beach Handball 18 / Final Tournament. Abgerufen am 19. November 2020 (englisch).
2. ↑  European Handball Federation - 2013 Men's ECh Beach Handball 19 / Final Tournament. Abgerufen am 17. November 2020 (englisch).
3. ↑  European Handball Federation - 2017 Men's ECh Beach Handball / Final Tournament. Abgerufen am 7. Januar 2021 (englisch).
4. ↑  Europsko prvenstvo u rukometu na pijesku - rezultati. Abgerufen am 8. Januar 2021.
5. ↑  Kings of the world | IHF. Abgerufen am 7. Januar 2021.
6. ↑  European Handball Federation - 2019 Men's ECh Beach Handball / Final Tournament. Abgerufen am 18. November 2020 (englisch).
7. ↑  kézitörténelem.hu. Abgerufen am 7. Januar 2021.
8. ↑  kézitörténelem.hu. Abgerufen am 17. Mai 2021.

| Personendaten    | Personendaten                                  |
| ---------------- | ---------------------------------------------- |
| NAME             | Zakics, Bence                                  |
| ALTERNATIVNAMEN  | Zakics, Bence (ungarisch)                      |
| KURZBESCHREIBUNG | ungarischer Handball- und Beachhandballspieler |
| GEBURTSDATUM     | 8. Januar 1994                                 |
| GEBURTSORT       | Veszprém                                       |